# Relations entre la Chine et le Japon
Les relations entre la Chine, civilisation plurimillénaire ayant influencé tout l'Extrême-Orient, et l'archipel du Japon, qui a reçu au premier chef cette influence culturelle, ont une histoire marquée par des échanges et des rivalités incessantes.

## Histoire

### Ouverture du Japon et influence de la Chine
Le Royaume de Wei aurait reçu plusieurs messagers du Yamato, le royaume de la reine Himiko (ancien Japon), en 239, 242 et 246 ; les Wei eux-mêmes auraient envoyé un groupe de messagers au Yamato en 240. La période Yamato (250 - 710) est le début d'un véritable État japonais, et des relations entre les deux pays. C'est la période durant laquelle se développent au Japon l'écriture et le bouddhisme venus de Chine par la Corée à partir de 538. La victoire du clan Soga permet au bouddhisme de devenir religion officielle à la cour en 587. Le prince et régent impérial Shôtoku adopte les éléments principaux de la culture sino-coréenne du Yamato en 592, et la première ambassade officielle japonaise est inaugurée à la cour des Sui en 600.
Le Japon envoie des ambassadeurs vers la dynastie Tang à Xi'an à partir de 607. Les années 645 et 646 sont marquées par un sanglant coup d'État, au cours duquel le clan Soga est écarté du pouvoir. La grande réforme de Taika est proclamée pour accélérer la sinisation de l'État du Yamato : des codes inspirés de ceux des Tang régissent alors la vie publique, le droit et le protocole de l'État. À l'instar d'une économie prospère, la culture Tang est une des plus brillantes de son époque, et entretient de nombreuses relations avec d'autres pays. De nombreux étudiants en provenance du Japon viennent en Chine durant cette période où la pensée chinoise s'est fortement ancrée dans ces pays considérés par la suite « de culture confucéenne ».
Les Japonais intègrent et transforment les apports de la civilisation chinoise à l'époque de Nara (710-794) : ils développent un système administratif, une écriture, une religion et des arts spécifiques. Les codes de l'ère Taihō en 701 vont donner naissance au régime des codes qui va régir le Japon jusqu'à la fin de l'époque de Heian (1185). L'influence chinoise chute après la dernière mission impériale en Chine en 838. La dynastie Tang est alors en déclin, et les bouddhistes chinois sévèrement persécutés, minant le respect des Japonais pour les institutions chinoises.

### Guerres sino-japonaises et périodes d'isolement du Japon
Après d'intenses relations commerciales et culturelles sous la dynastie des Tang aux VIIe et VIIIe siècles de l'ère chrétienne, le Japon se replie sur lui-même et ne cherche plus à étendre ses relations avec la Chine.
À deux reprises, en 1274 et 1281, la Chine mongole de Kubilai Khan tente d'envahir l'archipel japonais. Malgré l'écrasante supériorité militaire sino-mongole, ces projets de conquête se soldent par des défaites cuisantes.
Le Japon s'ouvre au XVIe siècle avec l'époque du commerce Nanban. En 1592, pour asseoir son pouvoir par une victoire à l'étranger, l'éphémère shogun Toyotomi Hideyoshi envahit la Corée. Cette dernière demande l'aide de l'Empereur de Chine, Ming Shenzong. Mais l'empereur redoute également Hideyoshi et lui promet la couronne des trois grandes provinces (Do) coréennes s'il les épargne. Hideyoshi est maître sur la terre ferme mais l'amiral coréen Yi Sun-sin a sérieusement mis en danger ses lignes de ravitaillements maritimes. Il ordonne alors à son armée de rentrer au pays. En 1596, il reçoit, par l'intermédiaire de l'ambassadeur, une missive de l'Empereur de Chine qu'il juge insultante.
Il réunit à nouveau une armée pour châtier la Chine et reprendre la guerre en Corée, mais la maladie l'emporte le 18 septembre 1598.
Après la mort de Ieyasu, premier shogun de la dynastie Tokugawa (1616), son successeur constate les prémisses d'une conquête militaire par les États européens et cesse toute relation avec l'étranger, excepté certains contacts restreints avec des marchands chinois et hollandais à Nagasaki (précisément sur l'île de Dejima). Cet isolement (sakoku) dura 200 ans, jusqu'à ce que le Commodore Matthew Perry force le Japon à s'ouvrir à l'Occident avec la convention de Kanagawa en 1854.

### Relations conflictuelles
Dans l'Histoire récente, deux guerres ont eu lieu entre ces deux pays : la guerre sino-japonaise de 1894-1895 et celle de 1937-1945. La guerre de 1894-1895 aboutit à la défaite de l'empire de Chine face à l'empire du Japon. La Chine doit céder Taïwan, les îles Pescadores et Senkaku, et la presqu'île du Liaodong (avec Port-Arthur en Mandchourie) au Japon. La Chine abandonne également sa souveraineté sur la Corée qui devient colonie japonaise.
Le début de l'ère Shōwa vit le jeune empereur du Japon et son gouvernement tomber sous la coupe de généraux affairistes et rivaux comme les daimyos de l'Époque Sengoku, n'hésitant pas à recourir à l'assassinat de leurs collègues devenus ministres qui s'opposaient à eux. Contrairement à la guerre dirigée autoritairement par un seul homme en Allemagne, l'expansionnisme militaire japonais ne suit pas un plan préconçu mais est caractérisé par un caractère anarchique et féodal avec des massacres, sans utilité militaire, de populations civiles. Le gouvernement central ne faisant qu'entériner, souvent sous la menace, les initiatives de ses chefs militaires sur le terrain. Au cours des années 1930, plusieurs chefs de guerre japonais, agissant de leur propre initiative et contrairement aux ordres reçus, envahissent des parties du territoire chinois, constituant des préludes au déclenchement officiel de la seconde guerre sino-japonaise, et y étant parfois inclus : l’invasion japonaise de la Mandchourie par le colonel puis général Seishiro Itagaki en 1931, qui aboutit à la création du Mandchoukouo, et la guerre de Shanghai en 1932. Après l'invasion par des armées japonaises, rivalisant entre elles, d'une grande partie du territoire de la république de Chine (1912-1949), la seconde guerre sino-japonaise se termine en même temps que la Seconde Guerre mondiale, après la capitulation du Japon consécutive à l'explosion de deux bombes nucléaires américaines sur son territoire et surtout à l'entrée en guerre de l'URSS. Les puissances alliées exigent que le Japon rende Taïwan à la république de Chine à partir de trois documents juridiquement contraignants : les proclamations de la conférence du Caire de 1943, la conférence de Potsdam et les actes de capitulation du Japon.
Après la Seconde Guerre mondiale, les relations entre la Chine et le Japon s'apaisent. Après les horreurs de la guerre, des sentiments pacifistes et antimilitaristes imprègnent une large partie de la société japonaise. La fondation de la république populaire de Chine en 1949, qui fait suite à la victoire du Parti communiste sur le Kuomintang (qui conserve le pouvoir à Taïwan), est bien accueillie par de nombreux Japonais, qui voient dans la naissance de ce nouvel État l’image d’une « Nouvelle Chine » exerçant son autorité sur une nation à l’unisson et disposée à entretenir des relations amicales avec le Japon en dépit du passé. Cette vision est confortée par les réformes agraires mises en place par les communistes chinois, qui entendent moderniser l'économie et élever le niveau de vie des classes ouvrières et paysannes. En outre, les anciens prisonniers de guerre japonais démobilisés apportent souvent un témoignage positif des changements en Chine à leur retour au Japon
Après la création de la République populaire de Chine (RPC) en 1949, malgré la défaite du Japon et l’abolition de sa force militaire, la République populaire de Chine continue de considérer le Japon comme un danger possible en raison de l’implication des forces américaines et japonaises dans la région. La possibilité d’une remilitarisation du Japon est depuis longtemps une source de préoccupation pour la RPC dans les relations sino-japonaises. D’autre part, certains Japonais s’inquiètent de l’influence économique et militaire croissante de la RPC.
Le Traité d’amitié, d’alliance et d’assistance mutuelle sino-soviétique stipulait que chaque partie se défendrait en cas d’attaque par « le Japon ou tout autre État allié », et la RPC considérait sans aucun doute avec inquiétude la position du Japon comme la principale base militaire américaine pendant la guerre de Corée. Le Traité de coopération et de sécurité mutuelles entre les États-Unis et le Japon, signé en 1951, entrave encore davantage les relations diplomatiques entre les deux pays. En établissant des relations diplomatiques avec les autorités taïwanaises en 1952, le Japon a exacerbé le fossé entre les deux nations. Le Japon a accepté Taipei comme le seul gouvernement chinois légitime, comme l’ont fait la plupart des nations occidentales à l’époque. Au début, les différences politiques entre les deux pays ne les ont pas empêchés d’élargir leurs liens officieux et, au milieu des années 1950, ils ont échangé un nombre croissant de délégations culturelles, syndicales et commerciales.
Les tensions entre Chine et Japon reprennent avec la guerre froide, ainsi que par le fait que le Japon reconnaisse la république de Chine (Taïwan) et pas la république populaire de Chine (Chine continentale). En 1950, la Chine et l'URSS signent un traité d'Amitié, d'Alliance et d'Assistance mutuelle, considéré par le gouvernement japonais de l'époque comme une alliance militaire dirigée contre le Japon, traité auquel répond en 1951 le traité de sécurité entre les États-Unis et le Japon, qui sera renégocié et signé en 1960 sous la forme du traité de coopération mutuelle et de sécurité entre les États-Unis et le Japon. Avant la fin de l'occupation du Japon par les États-Unis (1945-1952), Taïwan est reconnu indépendant par le Traité de San Francisco (1951), qui ne donne pas la possibilité à la république populaire de Chine ni à la république de Chine d'avoir voix au chapitre puisqu'ils n'y sont pas invités par les États-Unis. En 1952, le Japon et la république de Chine (Taïwan) signent un accord de paix : le traité de Taipei.
La République populaire de Chine a commencé une politique de contrôle du Japon par le commerce, la « diplomatie populaire «, les contacts avec les partis politiques d’opposition japonais et la pression sur Tokyo pour qu’il rompe ses relations avec Taipei. Cependant, en 1958, la RPC a cessé ses échanges avec le Japon, croyant ostensiblement que les concessions commerciales n’avaient pas permis d’atteindre des objectifs politiques. Par la suite, la RPC a exigé du gouvernement japonais qu’il ne lui soit pas hostile, qu’il ne bloque aucune tentative de rétablir des relations normales entre les deux pays et qu’il ne se lance dans aucun complot visant à établir deux Chines dans le cadre d’un plan d’amélioration des relations politiques.
Malgré l'existence de ces tensions politiques, le développement des échanges commerciaux et culturels augmente entre les deux pays à partir des années 1950. En 1958 eut lieu cependant l'incident de Nagasaki : lors d'un rassemblement philatélique organisé sous les auspices de l'organisation d'amitié sino-japonaise, un Japonais appartenant à un groupe d'extrême droite abaissa le drapeau de la république populaire de Chine ; un mois auparavant, le premier ministre Nobusuke Kishi avait déclaré que si un tel évènement se produisait il ne pourrait pas être possible d'appliquer le Code Criminel relatif aux dommages envers les drapeaux étrangers, puisque le Japon ne reconnaissait pas le gouvernement sur le continent. « Tout au plus cela serait une question de dommage à la propriété privée individuelle, ou quelque chose comme ça ». Le gouvernement chinois pense alors que l'incident de Nagasaki avait été provoqué par la politique de violente hostilité envers la Chine du gouvernement de Kishi. Il en résulte un arrêt complet des échanges commerciaux entre les deux pays pendant quatre ans,.
Pendant les années 1960, la Chine prend ses distances avec l'URSS ; en conséquence la Chine et le Japon augmentent leurs échanges commerciaux, notamment avec l'achat par la Chine d'installations industrielles, financé par des crédits à moyen terme auprès de la Japan Export-Import Bank. Néanmoins, à la suite de protestations de la république de Chine (Taïwan), ces achats industriels sont interrompus. En conséquence le gouvernement chinois (continent) réagit en réduisant ses importations du Japon, et en intensifiant ses attaques contre le Japon en le traitant de « laquais » (en chinois : 走狗, « chien qui accourt ») des États-Unis, le traité liant les États-Unis et le Japon ayant été renégocié en 1960.
Les relations entre la Chine et le Japon connaissent également un déclin supplémentaire pendant la Révolution culturelle. Le rétablissement officiel des relations diplomatiques intervient en 1972. En 1978 est même signé le traité de paix et d'amitié entre le Japon et la république populaire de Chine. Les difficultés rencontrées par les réformes de Deng Xiaoping renforcent cependant les tensions : pour éviter que l'ouverture économique n'entraîne une réforme politique, le régime chinois se replie idéologiquement et met en avant des thématiques nationalistes dans lesquelles le Japon prend une nouvelle importance, notamment sur des questions historiques. Depuis la fin des années 1990, ces thématiques réapparaissent dans certains courants du Parti Communiste Chinois et dans la population chinoise.
Dans les années 1960, l’Union soviétique a brutalement expulsé les experts soviétiques de la RPC, mettant la RPC dans une situation financière précaire. La RPC avait peu d’options, l’une d’elles consistait à établir des relations plus formelles avec le Japon. Tatsunosuke Takasaki, membre du Parti libéral démocrate (LDP) et de la Diète, ainsi que le directeur de l’Agence japonaise de planification économique, se sont rendus en République populaire de Chine pour signer l’accord Liao-Takasaki, qui améliorera les relations commerciales entre les deux pays. Les achats chinois d’installations industrielles devaient être financés en partie par des prêts à moyen terme de la Japan Export-Import Bank (JEXIM). L’accord a également permis à la RPC d’ouvrir une mission commerciale à Tokyo et, en 1963, il a permis au gouvernement japonais d’approuver l’exportation vers la Chine continentale d’une usine de fabrication de textiles synthétiques d’une valeur d’environ 20 millions de dollars, la banque garantissant la transaction. À la suite des protestations du ROC, le Japon a cessé d’exporter des usines à paiement différé. La RPC a réagi en baissant ses échanges commerciaux avec le Japon et en intensifiant ses attaques de propagande contre le Japon en tant que « chiot qui court » des États-Unis.

## Situation actuelle
Le Japon, solide allié des États-Unis depuis 1945 alors qu'il était son ultime rival durant la Seconde guerre mondiale, est aujourd'hui confronté à la montée en puissance de la Chine qui est devenue la première puissance économique asiatique et même mondiale devant les États-Unis en termes de PIB à parité de pouvoir d'achat en décembre 2014. Le Japon a signé l'Accord de partenariat transpacifique après que la Chine l'a invité à intégrer l'ACFTA (la zone de libre-échange ASEAN avec la Chine) mise en place en 2010. De plus, les deux pays aspirent à un leadership au sein de la zone Asie. Selon WikiLeaks, le Japon mettrait sur pied depuis 2008 un service de renseignement extérieur rattaché au Naichō, dont la cible prioritaire est la Chine et son allié nord-coréen.
Entre 2006 et 2010, les responsables politiques japonais et chinois ont signalé que les relations bilatérales avaient connu un « bris de glace « et une « fonte de la glace «, mais qu’aucune des questions fondamentales liées à l’histoire et aux territoires contestés n’avait été résolue, laissant un « iceberg « virtuel sous la surface.  Le Pew Research Center a mené un sondage d’opinion auprès de l’ensemble de la population chinoise au printemps 2008, qui a révélé que 69 % des japonais avaient une perception négative de la Chine. Alors qu’a l’inverse, 38 % des chinois désigne le pays du soleil levant comme un ennemi. De plus, 76 % des chinois pensent que le Japon n’a toujours pas présenté des excuses digne du nom pour ses actions envers le peuple chinois au cours de la seconde guerre sino-japonaise.  
Jusqu'en 2010, le Japon disposait de la meilleure marine d'Asie, bien que les traités qui ont fait suite à la Seconde guerre mondiale ne lui permettent que de se défendre ; la marine chinoise a depuis dépassé son retard vis-à-vis du Japon sur le plan de la puissance navale. Le Japon possède des navires très modernes et dotés de systèmes Aegis. La Chine a acheté un ancien porte-avions à l'Ukraine. Elle l'a baptisé Shi Lang et lui a fait faire sa première sortie en mer le mercredi 10 août 2011. La Chine devrait mettre plusieurs années à acquérir le groupe aéronaval qui lui permettra de rendre ce porte-avions complètement opérationnel. Néanmoins, ce nouveau bâtiment est une marque de prestige avec une portée symbolique importante. En outre, la Chine a démarré la construction d'un porte-avions entièrement chinois. Deux nouveaux porte-avions de 50 000 tonnes sont en cours de construction à Shanghai, et seront lancés entre 2016 et 2020. Les nouveaux porte-avions seront probablement équipés avec les avions de la marine fabriqués en Chine ou les versions navales des chasseurs Sukhoi russes Su-33.

### Conflits territoriaux
Les îles Senkaku (尖閣諸島, Senkaku-shotō), appelées en chinois Diàoyútái Qúndǎo (钓鱼台群岛 / 釣魚台群島) ou simplement Diaoyu par certains médias internationaux, se situent au nord-est de Taïwan et au sud-ouest d'Okinawa Hontō, dans la mer de Chine orientale. Cet archipel inhabité est contrôlé par le Japon depuis 1895 et le traité de Shimonoseki, mais est revendiqué par la république de Chine (Taïwan), ainsi que par la république populaire de Chine. Administrativement, ces îles dépendent de la ville d'Ishigaki sur l'île éponyme, dans la préfecture d'Okinawa, située à 170 km. Géographiquement, pour le Japon, elles font donc partie de l'archipel Sakishima, avec les îles Yaeyama et Miyako (plus au sud), et donc des îles Ryūkyū. Elles sont cependant plus proches de l'îlot de Pengjia appartenant à la république de Chine (Taïwan), situé à 140 km.
L'intérêt de ces îles est économique, avec les gisements potentiels d'hydrocarbures situés à proximité, notamment celui de Chunxiao/Shirakaba, ainsi que stratégique pour la marine chinoise. Taïwan comme la Chine n'ont pas fait valoir leurs revendications avant la découverte de ces gisements en 1972 et c'est en cela qu'il y a aujourd'hui polémique. La Chine défend ainsi qu'historiquement, avant 1895 et l'occupation des Japonais, ces îles avaient toujours été siennes. Le Japon s'en défend en indiquant qu'après sa défaite à la fin de la Seconde Guerre Mondiale, la Chine et Taïwan ont attendu 1972 et la découverte des gisements pour les réclamer.
L'île Oki-no-tori (沖ノ鳥島, Okinotori-shima) est un atoll japonais situé à 1 740 km de Tōkyō, au milieu de la mer des Philippines. L'atoll est le point le plus au sud du Japon, et fait officiellement partie de l'archipel d'Ogasawara (sous-préfecture d'Ogasawara). Si Okinotorishima est considéré comme une île par le Japon, la Chine considère qu'il s'agit uniquement de rochers, et que le Japon ne peut pas établir autour d'eux une zone économique exclusive (ZEE) selon l'article 121 de la convention des Nations unies sur le droit de la mer,. Cette ZEE couvre environ 400 000 km2, avec de nombreuses ressources halieutiques et très certainement des gisements minéraux (manganèse, cobalt, lithium).
En juillet 2015, le Japon prend également position sur le conflit en mer de Chine méridionale, estimant que la Chine tente de passer en force pour prendre le contrôle de zones disputées, et l'accusant d'y mener d’énormes opérations de remblaiement, transformant des récifs coralliens en ports et en infrastructures diverses, afin de gagner du terrain sur l’eau et d’étendre leur souveraineté au grand dam de leurs voisins.

### Tensions politiques
Les relations sino-japonaises se tendent dans les années 2000 par l’attitude du gouvernement japonais vis-à-vis du passé militaire nippon pendant la Seconde guerre mondiale. On peut notamment citer les visites du Premier ministre japonais Junichiro Koizumi au sanctuaire de Yasukuni dédié aux âmes des soldats morts pour l'empereur, dont plusieurs généraux condamnés pour crimes de guerre, ainsi que le révisionnisme des manuels d’histoire japonais, qui aboutit à la guerre des manuels en 2005. La république populaire de Chine n’est ainsi pas favorable à ce que le Japon devienne membre permanent du Conseil de sécurité des Nations unies.
Dans le contexte de l’alliance militaire nippo-américaine, la déclaration conjointe américano-japonaise de février 2005, dans laquelle les deux gouvernements ont exprimé leur « intérêt stratégique pour une résolution pacifique de la question de Taïwan », entraîne d’importants mouvements antijaponais en Chine en mars et avril 2005. Toutefois, le remplacement au poste de Premier ministre du Japon de Junichiro Koizumi par Shinzo Abe permet l’organisation avec Hu Jintao d’un sommet bilatéral, en septembre 2006, permettant d’aplanir les différends entre les deux États.
À partir de 2004, une série d'incidents autour des îles Senkaku ravivent le conflit territorial autour de cet archipel et provoquent des tensions diplomatiques et nationalistes entre les deux pays ainsi qu'une relance de leur course aux armements,. En 2008, Japon et Chine s'accordent sur l'exploitation commune de possibles champs de gaz et de pétrole dans la zone Chunxiao/Shirakaba à la limite de leurs ZEE respectives, sans la mettre en pratique. Selon une enquête du Yomiuri Shinbun et de Xinhua en 2009, 50 % des Chinois estimeraient que les relations bilatérales sont bonnes, et 43 % mauvaises, contre respectivement 45 et 47 % des Japonais.
En septembre 2010, après l'arrestation du capitaine d'un bateau de pêche chinois ayant éperonné un bateau de garde-côtes japonais à proximité, les relations entre les deux pays s'enveniment, et l'on assiste de nouveaux à des manifestations antijaponaises en Chine. À la suite de la libération du capitaine et à une rencontre entre les deux Premiers Ministres Wen Jiabao et Naoto Kan, les tensions s'apaisent en octobre, et les ministres de la Défense japonais et chinois conviennent de mettre en place un système de liaison afin d'éviter toute nouvelle crise diplomatique. Néanmoins le 16 octobre, de nouvelles manifestations ont lieu en Chine (Chengdu, Zhengzhou, Xi'an) et au Japon (Tokyo), impliquant respectivement plusieurs milliers et un millier de participants. Une enquête gouvernementale menée en octobre révèle que seuls 20 % des Japonais déclarent aimer la Chine, et 77,8 % non, un niveau jamais atteint depuis 1978. En novembre 2010, les résultats de l'enquête Yomiuri Shinbun/Xinhua se sont nettement détériorés : 81 % des Chinois estimeraient que les relations bilatérales sont mauvaises contre 90 % des Japonais, 79 % des Chinois pensant que le Japon n'est pas digne de confiance, contre 87 % des Japonais pour la Chine.
Depuis 2009, les dirigeants du parti communiste chinois semblent avoir adopté une attitude plus dure sur la scène internationale, probablement dans l'objectif de la succession politique de 2012 (choix du 18e Comité permanent du bureau politique du Parti communiste chinois). Alors que le Japon montre une volonté d'affirmation de ses intérêts dans la région face à la Chine, de plus en plus souvent dénoncée comme menaçante. Ainsi, en conséquence de l’augmentation de l’activité navale de la Chine près de ses eaux territoriales, le ministère japonais de la défense décide en décembre 2010 d’augmenter le nombre de ses sous-marins de 16 à 22 entre 2011 et 2015, un record pour le pays, tout en diminuant les forces présentes sur Hokkaido, face à la Russie,. En mars 2011, la Chine porte plainte contre le ministère japonais de l'éducation à cause de manuels scolaires présentant les îles Senkaku comme japonaises.
Fin mai 2012, un diplomate de l'ambassade de Chine à Tokyo soupçonné d'espionnage et autres activités illégales quitte le Japon. Premier secrétaire de l'ambassade et ancien membre des services secrets chinois, il avait auparavant refusé de répondre à la police venue l'interroger.
En 2015, le gouvernement japonais s'est opposé à l’inscription du massacre de Nankin au registre de la mémoire du monde de l’Unesco, faite selon lui « sur la base de déclarations unilatérales de la Chine ». Des organisations nationalistes japonaises contestent l'existence du massacre ; l'ancienne ministre de la Défense et députée Tomomi Inada tient des propos négationnistes et estime nécessaire de « rétablir l’honneur du Japon face aux injures infondées de la Chine ». Le Premier ministre Shinzo Abe avait pris la tête en 1997 d'un groupe de députés qui entendaient faire « supprimer des manuels scolaires les descriptions sur le massacre ». De nos jours, les manuels scolaires citent encore le massacre de Nankin, mais brièvement, et sans évoquer le nombre des victimes.
En aout 2022, après une déclaration des chefs de la diplomatie du G7 appelant à la résolution pacifique du différend entre la Chine et Taïwan, la Chine annule une rencontre prévue entre son ministre des Affaires étrangères et son homologue japonais, et tire des missiles balistiques qui atterrissent dans la zone économique exclusive (ZEE) du Japon, lors d'exercices militaires autour de Taïwan. Cette période de tension fait suite à la visite à Taïwan de la présidente de la Chambre des représentants des États-Unis, Nancy Pelosi.

#### Tensions à la suite de la nationalisation des îles Senkaku
Le 10 septembre 2012, le gouvernement Yoshihiko Noda (du Parti démocrate du Japon) a annoncé la nationalisation de trois des îlots de l’archipel des Senkaku, qui appartenaient à des propriétaires japonais privés pour 2,05 milliards de yen (21 millions d'euros). Cette nationalisation par le gouvernement fait suite à la tentative du gouverneur de Tokyo, Shintarō Ishihara, de rattacher les ilots Senkaku à la préfecture de Tokyo.
Cette initiative a été vivement critiquée par la Chine. Cette dernière a immédiatement convoqué l'ambassadeur japonais à Pékin, Uichiro Niwa, et dépêché sur place deux navires de l'agence de Surveillance maritime, l'une des forces paramilitaires régulièrement envoyée en première ligne sur les multiples points chauds qui sont l'objet de contentieux territoriaux entre la Chine et ses voisins asiatiques. En réponse, le 11 septembre, les garde-côtes japonais ont envoyé des patrouilleurs autour des Senkaku. Le 14 septembre, six navires de reconnaissance chinois ont pénétré dans les eaux japonaises à proximité des Senkaku. Les garde-côtes japonais ont alors donné l'ordre aux navires chinois de quitter les lieux. Ils n'ont pas eu recours à la force.
À partir du 15 septembre, des manifestations anti-japonaises ont eu lieu dans 80 villes chinoises. Plusieurs rassemblements ont tourné à l’émeute : des magasins japonais ont été saccagés par des manifestants et des voitures de marque japonaise ont été vandalisées. Les manifestations ont pris une plus grande ampleur le 18 septembre, anniversaire de l'incident de Mukden. Des centaines d'entreprises et de restaurants japonais ont mis leurs employés en congé par précaution. L'ambassade du Japon à Pékin était protégée par six rangées de policiers anti-émeute et des barrières métalliques de deux mètres de haut. Des manifestants se sont rendus à l'ambassade ; certains ont jeté des bouteilles d'eau en plastique et des œufs. Quelques échauffourées ont eu lieu entre manifestants et forces de l'ordre. Parmi les slogans, "Allez la Chine!" "La Chine ne sera plus jamais humiliée", "À bas l'impérialisme japonais", "Vive la république populaire de Chine".
Le 22 septembre, près de 800 Japonais se sont pour la première fois rassemblés à Tokyo et ont défilé pacifiquement non loin de l'ambassade de Chine, pour dénoncer la Chine comme un «État brutal et fasciste».
Le 26 septembre, Yang Jiechi, ministre chinois des affaires étrangères, et son homologue japonais Koichiro Gemba se sont rencontrés dans la soirée pendant une heure à l'ONU à New York pour évoquer la crise en mer de Chine orientale. Le Japon a refusé de revenir sur sa décision de nationaliser les Senkaku et la Chine a accusé Tokyo de "violation flagrante de l'intégrité chinoise". Koichiro Gemba a révélé qu'il avait appelé la Chine à faire preuve de retenue et a qualifié l'ambiance de la rencontre de "sombre". Le même jour, Yang Jiechi a accusé à l'ONU le Japon d'avoir volé à la Chine les îles Senkaku. "Le Japon a volé ces îles en 1895, vers la fin de la guerre sino-japonaise et a forcé le gouvernement chinois à signer un traité inégal pour lui céder ces territoires". Il a ajouté que ces îles font "partie intégrante du territoire chinois depuis l'Antiquité". En réponse, Yoshihiko Noda a déclaré à la tribune de l'ONU qu'il n'y avait "pas de compromis" possible avec la Chine sur la souveraineté des îles Senkaku. Il a également demandé l'arrêt des attaques contre les intérêts japonais en Chine.
Le 27 septembre, la Chine a qualifié "d'obstiné" le premier ministre japonais, Yoshihiko Noda.
Le 24 septembre 2012, la presse chinoise a célébré le lancement du premier porte-avions chinois, le Liaoning
.
En conséquence de toutes ces violences en Chine contre les entreprises japonaises, ces dernières pensent de plus en plus à quitter un territoire chinois où l'instabilité et les risques deviendraient trop élevés au profit des pays de l'ASEAN. Dans le même temps, la Bourse de Shanghai s'est effondrée. Le Japon est en effet l'un des principaux investisseurs étrangers en Chine devant les États-Unis et l'Union européenne.
La Chine a boycotté le 10 octobre le sommet du FMI à Tokyo. En effet, le gouverneur de la Banque centrale chinoise ne s'est pas rendu au sommet. Ce désistement fait suite à l’annulation de la participation des quatre grandes banques nationales chinoises la semaine d'avant.
Le 16 octobre, sept navires de guerre chinois se sont approchés à moins de 50 kilomètres de l’île d’Okinawa. Parmi ces navires, il y avait deux frégates, deux destroyers, deux navires de secours pour sous-marin et d’un navire de ravitaillement. Le même jour, quatre clients japonais d'un restaurant de Shanghai ont été agressés par un groupe de Chinois ce qui a poussé l'ambassade du Japon a réitérer ses appels à la prudence. La veille, Shinzo Abe, alors leader de l'opposition du PLD, avait rencontré le vice-secrétaire d’État américain William Joseph Burns et avait déclaré que « le Japon ne cédera jamais un centimètre de territoire à la Chine ».
Depuis le début des tensions entre les deux pays, les forces japonaises d'autodéfense patrouillent constamment autour des Senkaku à l'aide d'avions P-3C et des destroyers ont été déployés au-delà de leur zone habituelle.
Le 13 décembre, un avion chinois de modèle Harbin Y-12 survole l'île Uotsuri, ce qui est qualifié d'« extrêmement regrettable » par les autorités japonaises mais de « parfaitement normal » par les autorités chinoises. Huit chasseurs F-15 japonais sont alors dépêchés sur place, sans incident à déplorer. D'après le ministère japonais de la Défense, il s'agit de la première violation de l'espace aérien japonais par un avion chinois.
Le jour même de la victoire du PLD aux élections législatives le 16 décembre, Shinzo Abe a déclaré : «La Chine conteste le fait que (ces îles) sont une partie inhérente du territoire japonais. Notre objectif est de mettre fin à cette revendication». Il a toutefois déclaré : «Nous n’avons pas l’intention de détériorer les relations entre le Japon et la Chine».
Le 25 janvier 2013, Shinzo Abe envoie en Chine le président du Nouveau Kōmeitō, Natsuo Yamaguchi, remettre une lettre du premier ministre au futur président chinois, Xi Jinping afin d'apaiser les relations entre les deux pays. Mais le 29 janvier, Shinzo Abe a annoncé la mise en place d’une force navale spéciale de douze navires et 600 hommes pour surveiller la région maritime des îles Senkaku. Le même jour, Shinzo Abe a annoncé une hausse du budget de la défense de 0,8 %. Ce budget n'avait pas connu de hausse depuis 2002. La hausse est certes modeste, notamment par rapport à celle que connaît le budget de la défense chinois, habitué aux taux de croissance à deux chiffres. Néanmoins, elle marque un tournant dans la politique de défense japonaise.
Le 28 janvier, Shinzo Abe, dans son premier discours de politique générale devant la Diète a promis de protéger l'intégrité territoriale du Japon, tout en renforçant ses liens avec les États-Unis. Il a refusé d’admettre l’existence d’un contentieux territorial avec la Chine. En février, il n'a pas hésité à faire référence à Margaret Thatcher qui s'est montrée ferme dans la guerre des Malouines.
Parallèlement, les incursions de bateaux chinois dans les eaux territoriales japonaises se poursuivent. Le 7 janvier, quatre navires de surveillance maritime chinois sont entrés dans les eaux territoriales japonaises. Les 30 janvier et 4 février 2013, de nouvelles incursions de navires chinois dans les eaux territoriales de l'archipel sont repérées. On apprend quelques jours plus tard que le 30 janvier, l'un des navires chinois a pointé un radar généralement utilisé pour aider au guidage de missile en direction d'un bâtiment de la marine japonaise. Kyodo révèle le 18 mars que des responsables militaires chinois auraient reconnu qu'une frégate chinoise avait verrouillé son radar de tir sur un destroyer japonais. Le 1er avril, trois navires chinois entrent de nouveau dans les eaux territoriales disputées.
Le 14 mars 2013, Xi Jinping a été désigné président par l'Assemblée nationale populaire chinoise. Le 16 mars, il nomme son gouvernement. Wang Yi, ancien ambassadeur au Japon de 2004 à 2007, chargé depuis 2008 des relations avec Taïwan, a été nommé ministre des affaires étrangères en remplacement de Yang Jiechi, lui-même promu au Conseil des affaires d'Etat.
Le 18 mars 2013, le Japon a fait part de sa préoccupation à la France après la vente à la marine chinoise de matériel militaire français. En effet, la Chine va utiliser des systèmes d’appontage français d’hélicoptères sans assistance, sur ses navires de surveillance.
Le 23 avril, ce sont huit navires de surveillance maritime chinois qui pénètrent la zone de 12 milles entourant ces îles, un nombre record depuis leur rachat.
Au même moment, 168 parlementaires - un record depuis les années 1980 - se sont rendus les 22 et 23 avril au sanctuaire Yasukuni, qui honore les morts japonais au combat, mais également des dirigeants nippons reconnus coupables de crimes de guerre. Shinzo Abe ne s'y est pas rendu mais il a fait une offrande au sanctuaire. Le même jour, Shinzo Abe, évoquant la déclaration Murayama, a affirmé au Parlement que « la définition de ce qui constitue une invasion doit encore être établie par le monde universitaire ou la communauté internationale ». « Les événements survenus entre les nations diffèrent selon le côté que vous choisissez pour les observer », avait-il ajouté. Ces propos aux accents négationnistes ont vivement fait réagir la Chine et la Corée du Sud. Le 28 avril, pour la première fois de l'histoire du Japon, a été célébrée la fin de l'occupation américaine au Japon. Shinzo Abe a pour l'occasion déclaré "Nous avons la responsabilité de faire du Japon une nation forte et déterminée, à laquelle les autres pays du monde peuvent se fier". Le Quotidien du Peuple a dénoncé une "résurgence du militarisme japonais". De plus, la Chine a indiqué qu'elle ne participerait pas au sommet tripartite Chine-Corée-Japon prévu en mai qui sera annulé. Shinzo Abe a promis devant la Diète qu'il prendrait une "action décisive" en cas de débarquement de Chinois sur les îles Senkaku.
Le 8 mai, le Quotidien du peuple, organe du Parti communiste chinois, soutient que Pékin pourrait être fondé à faire valoir des droits sur l'archipel des Ryükyü, dont Okinawa constitue l'île principale. Cet article a été vivement critiqué par les autorités japonaises, le gouverneur de la préfecture d'Okinawa Hirokazu Nakaima ainsi que les habitants d'Okinawa
Le 14 mai, le ministère japonais de la défense a annoncé avoir repéré un bâtiment de type sous-marin à proximité des eaux territoriales d'une des îles d'Okinawa. Le gouvernement n'a toutefois pas voulu confirmer les informations des médias selon lesquelles il s'agirait d'un sous-marin chinois. Shinzo Abe a alors menacé qu'une intervention militaire pourrait être déclenchée si des sous-marins étrangers pénétraient dans les eaux territoriales de l'archipel.
Le 19 juin, au cours d'une visite à Londres après le sommet du G8, Shinzo Abe s'est déclaré prêt, devant la presse internationale, à négocier avec la Chine pour apaiser les tensions.
Le mercredi 26 juin, la Chine a critiqué le nouveau livre blanc de la défense japonais. Le livre blanc indique que le manque de transparence de la Chine concernant ses affaires militaires et de sécurité constituait une « préoccupation » pour la région et la communauté internationale. Le ministère de la défense juge dans ce livre blanc important d’augmenter la capacité des Forces japonaises d'autodéfense à dépêcher des troupes dans des régions reculées et de mener des manœuvres militaires conjointes avec les États-Unis pour que les Forces japonaises d'autodéfense se préparent à reconquérir toute île reculée qui serait perdue. La Chine a répondu qu'elle "suit une voie de développement pacifique et poursuit une politique de défense nationale de nature défensive".
Le 1er juillet, quatre bateaux chinois pénètrent vers 5 h dans la zone de douze milles marins entourant les îles, et la quitte à 13 h, alors qu'un navire de recherche marine, Discoverer2, enregistré aux Bahamas, pénètre pour la troisième fois de l'année dans la zone économique exclusive de 200 milles marins.
Le 26 juillet, quatre navires des garde-côtes chinois ont patrouillé autour des Senkaku. C'est la première fois que la Chine dépêche des bâtiments appartenant à cette unité. Ils quitteront la zone au bout de trois heures . Le ministère de la défense a parallèlement estimé, le même jour, que le Japon devait se doter de drones de surveillance maritime et d'unités amphibies pour protéger ses îles lointaines.
Shinzo Abe a dépêché à Pékin le vice-ministre japonais des Affaires étrangères, Akitaka Saiki afin de tenter de désamorcer les tensions entre les deux pays, le 31 juillet 2013. Il a rencontré Wang Yi et Liu Zhemin, respectivement ministre et vice-ministre chinois des Affaires étrangères. Cependant, la Chine conditionne l'organisation d'un sommet entre Shinzo Abe et Xi Jinping à des "gestes concrets", à savoir la reconnaissance par le Japon d'un conflit territorial autour des Senkaku.
Le 6 août a eu lieu l'inauguration du premier porte-hélicoptères japonais. L'Izumo est le plus gros navire construit par le Japon depuis la Seconde Guerre mondiale. L'Izumo porte en outre le nom d'un croiseur ayant participé à la guerre contre la Chine dans les années 1930... Avec son pont d'envol de 248 mètres et ses aménagements, il pourrait accueillir des avions à décollage vertical comme le chasseur F35 ou encore l'appareil de transport à rotor pivotant V-22 Osprey. En réponse, la Chine a envoyé le 7 août 2013 quatre navires des garde-côtes chinois qui ont pénétré dans les eaux territoriales japonaises. Le 8 août, la présence prolongée de navires gouvernementaux chinois dans les eaux territoriales de l'archipel des Senkaku provoque de nouvelles tensions avec une protestation officielle du Japon envers la Chine. Les quatre navires quittent les eaux territoriales vers midi après une présence de 27 heures, ce qui constitue la plus longue période de rotation de la flotte chinoise dans la zone.
Dans le même temps, cette escalade des tensions entre la Chine et le Japon a influencé la perception des Japonais et des Chinois : 92,8 % des Japonais ont une impression mauvaise, ou relativement mauvaise de la Chine, et 90,1 % des Chinois se prononcent de la même manière vis-à-vis des Japonais, selon le sondage annuel réalisé par le quotidien chinois anglophone China Daily et l'institut japonais Genron NPO. Les pires résultats depuis la création de ce sondage.
Le 15 août, Shinzo Abe a créé une première en n'évoquant pas les souffrances infligées par le Japon pendant la Seconde Guerre mondiale. Il n'a mentionné dans son discours à l'occasion du 68e anniversaire de la capitulation japonaise, aucun regret vis-à-vis des actes commis par le Japon dans les années 1930 et 1940. Il a en revanche rendu hommage hommage aux victimes du conflit et a appelé à la paix : " Je n'oublierai jamais le fait que la paix et la prospérité dont nous jouissons actuellement découlent du sacrifice de vos vies", a-t-il déclaré à l'adresse des Japonais disparus pendant la guerre du Pacifique. De plus, pour l'occasion, en plus de deux membres du gouvernement, 90 parlementaires japonais se sont rendus au Yasukuni. Le gouvernement chinois a aussitôt convoqué l'ambassadeur du Japon pour lui faire part de la protestation officielle de la Chine. Le lendemain, une nouvelle incursion de quatre navires de garde-côtes chinois a eu lieu.
Le 27 août, une nouvelle incursion a eu lieu, au lendemain d'un discours de mise en garde du Japon envers la Chine.
Début septembre, le ministère de la défense par le biais de Itsunori Onodera a demandé une hausse du budget militaire japonais de 3%. Cette hausse doit permettre de financer, à hauteur de près d’un milliard d’euros, la mise sur pied une unité amphibie, à l’image du Corps des Marines des États-Unis. Cette hausse vise aussi à permettre l'achat de V-22 Ospreys ainsi qu'à installer en permanence une batterie antimissile PAC-3 Patriot à Tokyo. La hausse a aussi pour objet la création d'une nouvelle unité de détection avancée avec des avions de type AWACS. Cette nouvelle unité sera affectée au sud de l'archipel. Le ministère de la défense prévoit aussi de financer des recherches, à hauteur de 30 millions d’euros, concernant la détection des chasseurs furtifs comme les J-20 et J-31 chinois. La marine japonaise devrait aussi commander 3 nouveaux navires, dont un destroyer, et un sous-marin à propulsion classique et un bâtiment de sauvetage pour les submersibles. De plus, le budget de la cyberdéfense devrait être porté à 184 millions d’euros.
Parallèlement, les autorités japonaises ont proposé à la Chine la mise en place d'une ligne directe de militaire à militaire afin d'éviter tout incident. Il s'agit d'une sorte de "téléphone rouge" comme celui qui avait été installé entre les États-Unis et l'URSS durant la guerre froide.
Le 6 septembre, en marge du sommet du G20 à Saint-Pétersbourg, Shinzo Abe et Xi Jinping ont pu pour la première fois se rencontrer en tête-à-tête. Selon Yoshihide Suga, porte-parole du gouvernement, Shinzo Abe a expliqué à Xi Jinping qu'il faudrait développer les relations nippo-chinoises en revenant aux relations stratégiques mutuellement bénéfiques d'avant la montée des tensions territoriales en mer de Chine orientale.
Après la victoire de Tokyo qui a obtenu l'organisation des Jeux Olympiques de 2020, la Chine s'est abstenue de féliciter le Japon. Le porte-parole du ministère des affaires étrangères chinois, Hong Lei a simplement déclaré le lundi 9 septembre : "Nous avons noté la décision du Comité international olympique".
Le lendemain, le 10 septembre, un groupe de bateaux gouvernementaux chinois est entré dans les eaux territoriales des îles Senkaku. Les garde-côtes japonais ont expliqué que sept navires de leurs homologues chinois étaient entrés vers 10H30 dans la limite de 12 milles nautiques (22 km) entourant cet archipel. Un huitième navire chinois les a rejoints quelques heures plus tard, puis quatre d'entre eux ont quitté les eaux territoriales vers 16H00 tout en restant à proximité, laissant les quatre autres dans les eaux territoriales. Selon Xinhua, cette flottille représentait la 59e «patrouille» de navires chinois dans cette zone depuis le 11 septembre 2012. L'ambassadeur de Chine au Japon a été convoqué au ministère japonais des Affaires étrangères. Yoshihide Suga a alors déclaré «Nous protégerons nos terres, notre espace aérien et nos mers à tout prix». De plus, il a expliqué que l'installation de fonctionnaires sur les îles Senkaku était une option envisagée par le gouvernement.
Le 6 octobre, avant le sommet de l'APEC, le ministre des affaires étrangères Fumio Kishida ainsi que John Kerry et Julie Bishop, la ministre australienne des Affaires étrangères ont publié un communiqué commun critiquant les tentatives chinoises, prises unilatéralement, afin de rompre le statu quo par la force en mer de Chine. La Chine a vivement critiqué ce communiqué.
Au cours du sommet de l'APEC de 2013 à Bali qui s'est tenu du 7 octobre au 8 octobre, Shinzo Abe et Xi Jinping se sont rencontrés une deuxième fois. Ils auraient échangé une poignée de main sans parler du conflit territorial.
Le jeudi 18 octobre, à l'occasion du Festival d'Automne, Shinzo Abe a fait don d'un objet rituel au Yasukuni. Cependant, le ministre des affaires intérieures Yoshitaka Shindō, tout comme 160 parlementaires, s'est rendu au sanctuaire. Immédiatement, l'ambassadeur du Japon à Pékin a été convoqué par les autorités chinoises. Shindo a déclaré : "J'effectue ce pèlerinage à titre privé. Je pleure les personnes qui ont perdu la vie dans la guerre et prie pour la paix",. Le 20 octobre, un deuxième ministre se rend au Yasukuni. Il s'agit de Keiji Furuya, ministre chargé de la question des Japonais enlevés par la Corée du Nord. Il a alors déclaré : "C'est un devoir pour les parlementaires (…) d'exprimer leurs condoléances à ceux qui ont sacrifié leur vie pour leur pays" avant d'ajouter qu'il n'avait "aucune intention d'irriter les pays voisins".
Les 25 et 26 octobre, le Japon a déployé des avions de combat pendant 48 heures en réponse aux vols de quatre appareils militaires chinois au-dessus des eaux internationales autour de l'archipel d'Okinawa, non loin des îles Senkaku. Les appareils chinois ont volé de la mer de Chine orientale jusqu'à l'océan Pacifique, aller et retour, mais ils ne sont pas entrés dans l'espace territorial japonais.
Le 26 octobre, Shinzo Abe, dans un entretien au Wall Street Journal, s'est dit prêt à durcir sa position face à la Chine, au cas où elle menacerait d'user de la force pour atteindre ses objectifs diplomatiques dans la région. Il a déclaré qu'il s'était rendu compte, au cours de ses dernières rencontres avec des dirigeants de la région, qu'ils comptaient sur le Japon pour mener une offensive diplomatique contre une stratégie chinoise jugée de plus en plus brutale. "Certains craignent que la Chine tente de changer le statu quo par la force, sans respecter la primauté du droit. Mais si la Chine choisit cette voie, alors elle ne pourra pas s'en sortir de façon pacifique". Le ministère de la défense chinois a en réponse conseillé à Tokyo de "ne pas sous-estimer la résolution de l'armée chinoise et sa détermination à protéger la souveraineté territoriale de la Chine".
Le lendemain, le 27 octobre, au cours du traditionnel passage en revue des troupes à Asaka, Shinzo Abe a évoqué une révision de la stratégie de défense du Japon alors que, selon lui, l’environnement géopolitique du Japon est de plus en plus difficile. "Les membres des forces d’autodéfense doivent abandonner l’idée selon laquelle les exercices quotidiens les protégeraient de toute menace, et que la simple existence des forces d’autodéfense serait dissuasive". Le ministre chinois de la Défense a en réponse déclaré : "Si le Japon fait ce qu’il dit et renforce ses mesures de défense en autorisant des tirs sur des avions, c’est une provocation sérieuse, c’est un acte de guerre".
Le 28 octobre, quatre bateaux chinois ont pénétré dans les eaux qui entourent les Senkaku. Selon les garde-côtes japonais, les quatre navires des garde-côtes chinois sont entrés vers 10H00 du matin. Ils en sont repartis un peu moins de deux heures plus tard.
Le lendemain, le 29 octobre, le ministre de la défense Itsunori Onodera a déclaré que les incursions de navires chinois autour des Senkaku menaçaient la paix. "Je pense que les intrusions de la Chine dans les eaux territoriales, autour des îles Senkaku constituent une zone grise" entre "temps de paix et situation d'urgence".
Ces provocations ont lieu alors même qu'à partir du 1er novembre et ce jusqu'au 18 novembre, le Japon organise d'importantes manœuvres aéronavales. 34 000 hommes, des destroyers et des avions de chasse participent à ces manœuvres, qui comprendront également des exercices de débarquement sur Okidaitōjima, à 400 km au sud-est de la principale île méridionale d’Okinawa.
Le 22 novembre, quatre bateaux de garde-côtes chinois ont pénétré dans eaux entourant les îles Senkakuh.
Le lendemain, la Chine a annoncé l'établissement d'une "zone d'identification de la défense aérienne" en mer de Chine orientale, dont le tracé inclut les îles Senkaku. Tous les avions qui la traversent devront se soumettre aux règles imposées par la Chine sous peine d'intervention des forces armées. Les avions devront notamment fournir leur plan de vol précis, afficher clairement leur nationalité, et maintenir des communications radio. Le Japon a réagi vivement à l'annonce de Pékin en mettant en garde contre "une escalade" des tensions bilatérales autour de l'archipel, ce qui serait "très dangereux", selon un communiqué du ministère japonais. Les États-Unis se sont eux déclarés "profondément inquiets".
La Corée du Sud également exprimé ses « regrets », car la nouvelle zone inclut le rocher immergé appelé Ieodo, revendiqué par la Chine qui l'appelle Suyan. L'Australie a convoqué l'ambassadeur de Chine à Canberra pour protester.
Le 25 novembre, le Japon a convoqué l'ambassadeur de Chine pour protester contre la zone aérienne d'identification chinoise. Shinzo Abe a qualifié cette initiative chinoise de "dangereuse" : "Je suis très inquiet car c'est une chose très dangereuse qui peut conduire à un incident imprévisible".
La Chine a à son tour convoqué l'ambassadeur du Japon à Pékin pour exprimer le "fort mécontentement de la Chine et sa protestation solennelle face aux exagérations irrationnelles" de Tokyo dans cette affaire.
Le 26 novembre deux bombardiers américains B-52 ont pénétré dans la zone sans respecter les règles imposées par la Chine. Dans le même temps, les États-Unis, le Japon, la Corée du Sud, Taïwan et l'Australie ont fait savoir qu'ils ne reconnaissaient pas cette zone aérienne d'identification,.
Le 28 novembre, le Japon et la Corée du Sud ont commencé à faire des incursions aériennes dans la zone aérienne. Ce à quoi la Chine a commencé à répondre à partir du 29 novembre en envoyant des chasseurs.
Le 5 décembre, le croiseur lance-missiles américain USS Cowpens a été forcé de manœuvrer pour éviter d'entrer en collision avec un bâtiment de la Marine chinoise qui lui avait coupé la route avant de s'arrêter. Le navire chinois amphibie s'est approché à moins de 500 mètres du bateau américain. D'ailleurs, l'USS Cowpens se trouvait « dans les environs » du nouveau porte-avions chinois, le Liaoning, quand l'incident s'est produit.
Le 26 décembre, Shinzo Abe s'est rendu au Yasukuni-jinja, une première depuis 2006, ce qui a provoqué un tollé en Chine. Cette visite a immédiatement conduit à la convocation par Pékin de l'ambassadeur Japonais en Chine. Le quotidien à gros tirage Huanqiu Shibao a émis la proposition de dresser une liste noire des politiciens japonais s'étant rendus à Yasukuni et de ne pas les accueillir en Chine pendant cinq ans. Le 20 décembre, les autorités chinoises ont annoncé ne plus vouloir recevoir le premier ministre japonais. « M. Abe a fermé lui-même la grande porte du dialogue avec les dirigeants chinois, le peuple chinois ne l'accueillera pas. Ce que doit faire M. Abe maintenant est de reconnaître ses erreurs devant le gouvernement et le peuple chinois et de prendre une nouvelle voie ».
Le 19 janvier 2014, Shinzo Abe a appelé la Chine et la Corée du Sud à un sommet pour avoir des discussions "franches" et résoudre les tensions nées de disputes territoriales ou liées à l'histoire.
Le 20 janvier 2014, Tokyo a protesté contre l'édification à Harbin, en Chine d'un monument à la mémoire d'un Coréen ayant assassiné de plusieurs balles, en 1909, le représentant de l'Archipel en Corée, Itō Hirobumi. En effet, le mémorial rend hommage à An Jung-geun, jeune nationaliste meurtrier de l'ex premier ministre japonais Ito Hirobumi. Le jeune homme est mort pendu par les Japonais en 1910, année où l'archipel a annexé la Corée. Yoshihide Suga, secrétaire général du Cabinet et porte parole du gouvernement a déclaré que « Cette initiative coordonnée de la Chine et de la Corée du Sud fondée sur une vision orientée [de l'histoire] ne contribue pas à la paix et à la stabilité » en Asie. An Jung-geun a été qualifié de « terroriste ». Au contraire, le ministère sud-coréen des affaires étrangères a fait l'éloge d'« un personnage respecté à la fois en Corée du Sud et en Chine » pour avoir accompli un « acte courageux ».
Le 22 janvier, alors qu'il était chargé d'ouvrir Forum économique mondial de Davos, Shinzo Abe a été questionné sur les relations entre le Japon et la Chine. Il a expliqué que « Malheureusement, nous n'avons aucune feuille de route explicite avec la Chine. Un conflit ou une dispute peut très bien se produire tout d'un coup, par hasard. Il nous faudrait un canal de communication militaire. » De plus, Shinzo Abe a jugé que son pays et la Chine étaient dans une situation comparable à celle de l'Allemagne et de la Grande-Bretagne d'avant 1914. Ces deux pays, étaient alors étroitement liés économiquement. Mais l'étroitesse de ces liens n'a pas empêché, notamment en raison d'une forte rivalité, le déclenchement de la Première Guerre mondiale. Cette situation rappelle celle de la Chine et du Japon, étroitement liés économiquement mais rivaux politiquement.
Une information plus inquiétante encore a été la déclaration d'un haut responsable chinois qui aurait suggéré en privé à Davos la possibilité que la Chine se lance dans une petite opération "chirurgicale" consistant à envahir les îles Senkaku.
Le Ministère de l'Éducation, de la Culture, des Sports, des Sciences et de la Technologie au Japon, a décidé le 28 janvier d'établir, dans les manuels scolaires japonais, la souveraineté japonaise sur les îles Senkaku.
Le 25 septembre 2016, une quarantaine d'avions militaires chinois, dont des bombardiers Xian H-6K et des chasseurs Soukhoï Su-30, survolent le détroit de Miyako (en) entre les îles Okinawa et Miyako en mer de Chine orientale. C'est la première fois que des avions chinois patrouillent dans ce détroit de 300 kilomètres,.
La Chambre haute du Japon adopte le 5 décembre 2022 une résolution concernant les violations des droits de l'homme par le gouvernement chinois au Tibet, au Turkestan oriental et à Hong Kong.

### Partenaires économiques
À la suite de la signature du Traité de paix et d’amitié avec la Chine en 1978, le Japon débute un programme d’aide publique au développement envers la Chine en 1979, qui ne cessera qu'en 2018. Dans les années 1980, cette aide se concentre sur le développement des grandes infrastructures, et dans les années 1990, sur les systèmes d’approvisionnement en eau et en gaz, et sur les mesures de réduction de la pauvreté. Dans les années 2000, des efforts plus importants sont versés dans les aspects « soft » du développement, comme la protection de l’environnement et la formation des ressources humaines. En 2010, le PIB de la Chine dépasse celui du Japon et le pays devient la seconde puissance économique mondiale, une opposition à donner une aide publique à la Chine grandit alors au Japon et conduit à une baisse rapide du montant fourni. Le programme s’est principalement concentré ces dernières années sur les questions ayant un effet direct sur le Japon, comme la pollution atmosphérique, le contrôle des maladies contagieuses et la sécurité alimentaire, et a le plus souvent été accordée sous forme de coopération technique.
Le développement au Japon dans les années 1970 de l'automobile et du matériel de transport, de la construction navale, de l'électronique et de l'optique permet des transferts technologiques et industriels vers la Chine au début du XXIe siècle, s’appuyant sur une division internationale du travail verticale très hiérarchisée : le Japon exporte des produits manufacturés à fort contenu technologique, tandis que la Chine se concentre sur les produits à faible coût de main d’œuvre. Or, la poursuite du processus de développement en Chine fait qu'elle commence à rattraper le niveau de technicité du Japon, entraînant un changement de modèle économique, dit « des sauts de grenouilles », avec une division internationale du travail plus horizontale et une interdépendance économique accrue entre les pays asiatiques (le Japon exportant des biens d’équipement et des produits intermédiaires, la Chine des produits finis).
La Chine est depuis 2002 le premier fournisseur du Japon (22 % des importations en 2009, 19 % en 2008), devant les États-Unis (11 %) et l’Australie (6 %), et depuis 2009 son premier client avec 19 % des exportations japonaises, devant les États-Unis (16 %) et l’Union européenne (12 %).
En 2009, le Japon est également le premier fournisseur de la Chine avec 12 % de ses importations devant Hong Kong (10 %) et la Corée du Sud (9 %), et le troisième client avec 8 % de ses exportations derrière les États-Unis (20 %) et Hong Kong (12 %).
Les industries de pointes nippones dépendent de l'approvisionnement chinois en terres rares, qui couvre en 2010 95 % de l'offre mondiale de terres rares. Ces composés métalliques entrent dans la fabrication des éoliennes, des écrans plasma et des téléphones portables, « cœur de la croissance nippone ». Pour se placer en position de force, Pékin a annoncé en juillet 2010 qu'elle souhaitait diminuer de 72 % l'exportation de terres rares vers le Japon. Celui-ci cherche à se libérer de sa dépendance en cherchant de nouveaux fournisseurs au Viêt Nam, au Kazakhstan, au Brésil, au Canada et en Mongolie,. Il cherche également à produire de nouveaux matériaux à base de métaux moins rares ainsi qu'à perfectionner le recyclage des produits électroniques.
En décembre 2011, les deux pays concluent des accords bilatéraux destinés à faciliter et renforcer le commerce et les investissements, à la suite d'une réunion entre les premiers ministres Yoshihiko Noda et Wen Jiabao,. Depuis le 1er juin 2012, le Japon et la Chine échangent directement leur monnaie sans passer par le dollar.
Le Premier ministre du Japon, Shinzō Abe, a réalisé une visite en Chine, du 25 au 27 octobre 2018 afin de « confirmer un renforcement de la coopération économique bilatérale, tout en mettant de côté les questions [...] touchant à la géopolitique ».
Le gouvernement japonais dévoile en 2020 un programme de deux milliards de dollars visant à aider les multinationales japonaises à quitter la Chine.